# Langues tiwa
Les langues tiwa sont un groupe de deux ou trois langues kiowa-tanoanes parlées par les Pueblos, dont les Tiwas et possiblement les Piros (en) ou les Jumanos.

## Classification
Le tiwa du Sud (en) est parlé à Sandia Pueblo (en) et Isleta Pueblo (en) au Nouvea-Mexique et à Ysleta del Sur au Texas.
Le taos parlé par les Taos à Taos et le picuris (en) parlé à Picuris Pueblo (en) au Nouveau-Mexique sont identifiées comme étant le tiwa du Nord.
Le piro (en) ou le jumano, des langues éteintes, ont peut-être été des langues tiwa. 